# Автолиза
Шаблон:Клетъчна биология
В биологията автолизата, по-често известна като самосмилане, се отнася до разрушаването на клетка чрез действието на собствените й ензими. Тя може също да се отнася до смилането на ензим от друга молекула на същия ензим.
Терминът произлиза от гръцките думи αὐτο- 'само-' и λύσις 'разделяне'.
Автолизата е необичайна при живите възрастни организми и обикновено се появява в некротична тъкан, когато ензимите действат върху компоненти на клетката, които обикновено не служат като субстрати. Тези ензими се освобождават поради прекратяването на активните процеси в клетката, които осигуряват субстрати в здрава, жива тъкан; самата автолиза не е активен процес. С други думи, въпреки че автолизата наподобява активния процес на смилане на хранителни вещества от живи клетки, мъртвите клетки не се смилат активно сами, както често се твърди и както подсказва синонимът самосмилане. Неуспехът на дишането и последващият неуспех на окислителното фосфорилиране са пусковият механизъм на автолитичния процес. Намаленото наличие и последващото отсъствие на високоенергийни молекули, които са необходими за поддържане на целостта на клетката и поддържане на хомеостазата, причиняват значителни промени в биохимичното функциониране на клетката.